# Probithia obstataria
Probithia obstataria là một loài bướm đêm trong họ Geometridae.